# Арьешени
Арьешени (рум. Arieșeni) — коммуна в составе жудеца Алба (Румыния).

## Состав
В состав коммуны входят следующие населённые пункты:
- Арьешени (Arieșeni)
- Аврэмешти (Avrămești)
- Бубешти (Bubești)
- Каса-де-Пьятрэ (Casa de Piatră)
- Коблеш (Cobleș)
- Дялу-Бажулуй (Dealu Bajului)
- Фаца-Кристесей (Fața Cristesei)
- Фаца-Лэпушулуй (Fața Lăpușului)
- Галбена (Galbena)
- Ходобана (Hodobana)
- Излаз (Izlaz)
- Пэнтешти (Păntești)
- Пэтрэхэйцешти (Pătrăhăițești)
- Поеница (Poienița)
- Равичешти (Ravicești)
- Стуру (Sturu)
- Штей-Арьешени (Ștei-Arieșeni)
- Ванвучешти (Vanvucești)

## Население
Согласно переписи населения 2011 года, в коммуне проживал 1765 человек, 97,79 % которых были румынами.

## Достопримечательности
- Охраняемая природная территория «Кейле Гырдишоарей»
- Охраняемая природная территория «Пештера Гецарул де ла Выртоп»
- Охраняемая природная территория «Каскада Вырчьорог»
- Пещера Койба-Маре